# Arethusana novopunctata
Arethusana novopunctata är en fjärilsart som beskrevs av Le Charles 1926. Arethusana novopunctata ingår i släktet Arethusana och familjen praktfjärilar. Inga underarter finns listade i Catalogue of Life.